# Challenger de Tiburón
El  Tiburón Challenger  es un torneo de tenis celebrado en Tiburón, Estados Unidos desde el año 2003. El evento forma parte del ATP Challenger Tour y se juega en canchas duras. Desde el inicio y hasta la edición del año 2011 inclusive, el torneo se llamó Royal Bank of Scotland Challenger y a partir de la edición del 2012 lleva el nombre actual.

## Finales anteriores

### Individuales
| Año         | Campeón             | Finalista          | Resultado      |
| ----------- | ------------------- | ------------------ | -------------- |
| 2024        | Nishesh Basavareddy | Eliot Spizzirri    | 6–1, 6–1       |
| 2023        | Zachary Svajda      | Adam Walton        | 6–2, 6–2       |
| 2022        | Zachary Svajda      | Ben Shelton        | 2–6, 6–2, 6–4  |
| 2021 - 2020 | No se disputó       | No se disputó      | No se disputó  |
| 2019        | Tommy Paul          | Thanasi Kokkinakis | 7–5, 6–73, 6–4 |
| 2018        | Michael Mmoh        | Marcel Granollers  | 6–3, 7–5       |
| 2017        | Cameron Norrie      | Tennys Sandgren    | 6–2, 6–3       |
| 2016        | Darian King         | Michael Mmoh       | 7–62, 6–2      |
| 2015        | Tim Smyczek         | Denis Kudla        | 1–6, 6–1, 7–67 |
| 2014        | Sam Querrey         | John Millman       | 6–4, 6–2       |
| 2013        | Peter Polansky      | Matthew Ebden      | 7-5, 6-3       |
| 2012        | Jack Sock           | Mischa Zverev      | 6–1, 1–6, 7–63 |
| 2011        | Ivo Karlović        | Sam Querrey        | 6–72, 6–1, 6–4 |
| 2010        | Tobias Kamke        | Ryan Harrison      | 6–1, 6–1       |
| 2009        | Go Soeda            | Ilija Bozoljac     | 3–6, 6–3, 6–2  |
| 2008 - 2005 | No se disputó       | No se disputó      | No se disputó  |
| 2004        | K. J. Hippensteel   | Kevin Kim          | 6–3, 6–3       |
| 2003        | Alex Bogomolov Jr.  | Jeff Morrison      | 7–6(4), 6–3    |

### Dobles
| Año         | Campeón                            | Finalista                                 | Resultado         |
| ----------- | ---------------------------------- | ----------------------------------------- | ----------------- |
| 2024        | Luke Saville Tristan Schoolkate    | Patrick Kypson Eliot Spizzirri            | 6–4, 6–2          |
| 2023        | Luke Johnson Skander Mansouri      | William Blumberg Luis David Martínez      | 6–2, 6–3          |
| 2022        | Leandro Riedi Valentin Vacherot    | Ezekiel Clark Alfredo Perez               | 6–72, 6–3, [10–2] |
| 2021 - 2020 | No se disputó                      | No se disputó                             | No se disputó     |
| 2019        | Robert Galloway Roberto Maytín     | JC Aragone Darian King                    | 6–2, 7–5          |
| 2018        | Hans Hach Verdugo Luke Saville     | Gerard Granollers Pedro Martínez          | 6–3, 6–2          |
| 2017        | André Göransson Florian Lakat      | Marcelo Arévalo Miguel Ángel Reyes-Varela | 6–4, 6–4          |
| 2016        | Matt Reid John-Patrick Smith       | Quentin Halys Dennis Novikov              | 6–1, 6–2          |
| 2015        | Johan Brunström Frederik Nielsen   | Carsten Ball Matt Reid                    | 7–62, 6–1         |
| 2014        | Bradley Klahn Adil Shamasdin       | Carsten Ball Matt Reid                    | 7–5, 6–2          |
| 2013        | Austin Krajicek Rhyne Williams     | Bradley Klahn Rajeev Ram                  | 6-4, 6-1          |
| 2012        | Rik de Voest Chris Guccione        | Jordan Kerr Andreas Siljeström            | 6–1, 6–4          |
| 2011        | Carsten Ball Chris Guccione        | Steve Johnson Sam Querrey                 | 6–1, 5–7, [10–6]  |
| 2010        | Robert Kendrick Travis Rettenmaier | Ryler DeHeart Pierre-Ludovic Duclos       | 6–1, 6–4          |
| 2009        | Treat Conrad Huey Harsh Mankad     | Ilija Bozoljac Dušan Vemić                | 6–4, 6–4          |
| 2008 - 2005 | No se disuptó                      | No se disuptó                             | No se disuptó     |
| 2004        | André Sá Bruno Soares              | Brandon Coupe Robert Kendrick             | 6–2, 6–3          |
| 2003        | Brandon Coupe Justin Gimelstob     | Diego Ayala Robert Kendrick               | 0–6, 6–3, 7–63    |